# Emanuel Hecht
Emanuel Hecht (hebräisch העכט, עמנואל; geboren 1821 in Nordheim; gestorben 25. Februar 1862 in Hoppstädten) war ein Lehrer und Schriftsteller. Hecht tat sich als Autor von Schulbüchern für israelitische Bekenntnisschulen hervor.

## Leben
Emanuel Hecht wurde im Jahr 1821 in Nordheim, dem heutigen Nordheim am Main, geboren. Das Dorf lag im Königreich Bayern und hatte keine eigene jüdische Gemeinde, diese war im benachbarten Sommerach angesiedelt. Über die Familie des späteren Lehrers ist nichts bekannt, auch die schulische Ausbildung ist in den Quellen nicht nachvollziehbar. Hecht nahm ein Studium an der Universität Würzburg auf und graduierte im Jahr 1842 an der dortigen Lehrerbildungsanstalt für jüdische Lehrer. Von der Regierung von Unterfranken wurde Hecht daraufhin zum Pädagogikdozenten der Universität ernannt. Parallel dazu nahm er eine Stelle als Lehrer auf. In dieser Zeit entstanden bereits die ersten Publikationen, die unter anderem eine biblische Geschichte für Grundschüler umfasste.
Auf Einladung des Landesrabbiners David Einhorn ging Hecht ab 1845 ins Fürstentum Birkenfeld. Er wurde Lehrer an der Hoppstädtener Judenschule und gründete den dortigen Lehrerverein. In dieser Zeit gelang es Hecht, zusammen mit dem Stellvertreter Einhorns, der jüdische Schule den gleichen rechtlichen Status wie den christlichen Bekenntnisschulen zu sichern. Als Folge seines Engagement wurde Hecht im Jahr 1858 zum „Provincialrath“ gewählt. Ein Jahr später wurde er angeklagt, weil er in seiner Schrift „Unterscheidungslehre Zwischen Juden- und Christenthum“ das Christentum verunglimpft haben soll. Hecht wurde allerdings freigesprochen. Bereits 1858 hatte er zusammen mit E. Treu aus Münster den „Israelitische Haus- und Schulfreund“ ins Leben gerufen, der allerdings nur ein Jahr lang erschien. Wegen seiner literarischen Arbeiten erhielt Hecht die Ehrendoktorwürde der Universität Bonn. Er starb am 25. Februar 1862 in Hoppstädt.

## Werk
Hecht schuf eine Vielzahl an Aufsätzen für verschiedene Zeitschriften und Sammelbände. Erste Monografien sind bereits in den 1840er Jahren nachweisbar. Hecht schrieb vor allem Lehr- und Schulbücher für die israelitischen Bekenntnisschulen im Fürstentum Birkenfeld. Diese erhielten mit wachsender Bekanntheit Hechts oft mehrere Auflagen und wurden bald innerhalb des gesamten Deutschen Bundes rezipiert. Ab den 1850er Jahren wurden erste Werke auch ins Englische übersetzt, vor allem aus den USA erfuhr Hecht nun zunehmend Aufmerksamkeit. Nachweisbar sind in späterer Zeit auch zwei historische Werke. Es handelt sich um eine Geschichte der Trierer Juden als Monografie und ein Aufsatz über die Entwicklung des Vorsängerdienstes.

## Werke (Auswahl)
- Biblische Geschichte. Fulda 1842. Übersetzung ins amerikanische Englisch, New York 1859.
- Handbüchlein für Leseschüler des Hebräischen. Fulda 1842.
- Über Sabbath und Feiertagsschulen und deren Einrichtung. Fulda 1842.
- Häster's Lesebücher für die Israelitischen Schulen Bearbeitet. Essen 1855.
- Israels Geschichte von der Zeit des Bibel-Abschlusses bis zur Gegenwart. Leipzig 1855. Übersetzung ins amerikanische Englisch, Cincinnati 1857.
- Versuch das Hebräische Durch Deutsche Wörter zu Erlernen. Kreuznach 1858.
- Der Pentateuch Grammatisch Zergliedert. Braunschweig 1858.
- Die Hebräische Vorschule. o. O. 1859.
- Der Uebersetzungslehrer. o. O. 1859.
- Unterscheidungslehre Zwischen Juden- und Christenthum. Hoppstädten 1859.
- Sefer Chajim, mit Uebersetzung und Neuen Gebeten. Brilon o. J.
- Das Judenthum. Ein Religionsbuch für Höhere Schulen. o. O. 1860.
- Liederbuch für Israelitische Schulen. o. O. 1860.
- Die Heilsquelle. Vollständiges Hebräisches Gebetbuch mit Deutscher Uebersetzung Nebst einem Anhange mit Deutschen Gebeten. Brilon 1860.
- Der Trostbecher. Berlin 1861.
- Der Pentateuch in Lehrreichen und Erbaulichen Betrachtungen, Erzählungen und Gedichten. Berlin 1862.
- Handbuch der Israelitischen Geschichte von der Zeit des Bibel-Abschlusses bis zur Gegenwart. o. O. 1888.